# 大相撲平成27年3月場所
大相撲平成27年3月場所（おおずもうへいせい27ねん3がつばしょ）は、2015年3月8日から3月22日までBODYMAKERコロシアム（大阪府立体育会館）で開催された大相撲本場所。
幕内最高優勝は横綱・白鵬翔（14勝1敗・6場所連続34回目）。

## 場所前の話題など
新関脇は照ノ富士と隠岐の海。照ノ富士は史上9位のスピード記録（付出入門者を除く）となる初土俵から所要23場所での関脇昇進となり、隠岐の海は谷ノ音以来121年ぶりの島根県出身の関脇となった。新小結の玉鷲は初土俵から66場所での三役昇進となり、外国出身者では最も時間のかかった三役昇進となった。

## 番付・星取表
幕内
| 東方                  | 東方       | 東方       | 番付   | 西方     | 西方       | 西方   |
| 備考                  | 成績       | 力士名     | 番付   | 力士名   | 成績       | 備考   |
| --------------------- | ---------- | ---------- | ------ | -------- | ---------- | ------ |
| 幕内最高優勝          | 14勝1敗    | 白鵬       | 横綱   | 日馬富士 | 10勝5敗    |        |
|                       | 0勝1敗14休 | 鶴竜       | 横綱   |          |            |        |
|                       | 9勝6敗     | 稀勢の里   | 大関   | 琴奨菊   | 8勝7敗     |        |
|                       |            |            | 大関   | 豪栄道   | 8勝7敗     |        |
| 新関脇 殊勲賞・敢闘賞 | 13勝2敗    | 照ノ富士   | 関脇   | 隠岐の海 | 0勝4敗11休 | 新関脇 |
| 新小結                | 4勝11敗    | 玉鷲       | 小結   | 妙義龍   | 8勝7敗     | 再小結 |
|                       | 10勝5敗    | 栃煌山     | 前頭1  | 逸ノ城   | 9勝6敗     |        |
|                       | 7勝8敗     | 佐田の海   | 前頭2  | 宝富士   | 8勝7敗     |        |
|                       | 3勝12敗    | 髙安       | 前頭3  | 碧山     | 5勝10敗    |        |
|                       | 4勝11敗    | 豪風       | 前頭4  | 栃ノ心   | 8勝7敗     |        |
|                       | 8勝7敗     | 豊ノ島     | 前頭5  | 遠藤     | 4勝2敗9休  |        |
|                       | 8勝3敗4休  | 安美錦     | 前頭6  | 魁聖     | 5勝10敗    |        |
|                       | 6勝9敗     | 誉富士     | 前頭7  | 德勝龍   | 8勝7敗     |        |
|                       | 1勝14敗    | 松鳳山     | 前頭8  | 時天空   | 3勝12敗    |        |
|                       | 5勝10敗    | 嘉風       | 前頭9  | 常幸龍   | 5勝10敗    |        |
|                       | 7勝8敗     | 旭秀鵬     | 前頭10 | 北太樹   | 9勝6敗     | 再入幕 |
|                       | 11勝4敗    | 大砂嵐     | 前頭11 | 旭天鵬   | 6勝9敗     |        |
|                       | 11勝4敗    | 千代鳳     | 前頭12 | 琴勇輝   | 6勝9敗     |        |
|                       | 8勝7敗     | 勢         | 前頭13 | 蒼国来   | 9勝6敗     |        |
|                       | 9勝6敗     | 佐田の富士 | 前頭14 | 荒鷲     | 8勝7敗     |        |
|                       | 8勝7敗     | 豊響       | 前頭15 | 臥牙丸   | 11勝4敗    | 再入幕 |
| 再入幕                | 7勝8敗     | 阿夢露     | 前頭16 | 千代丸   | 8勝7敗     |        |

十両
| 東方   | 東方    | 東方   | 番付   | 西方     | 西方      | 西方   |
| 備考   | 成績    | 力士名 | 番付   | 力士名   | 成績      | 備考   |
| ------ | ------- | ------ | ------ | -------- | --------- | ------ |
|        | 4勝11敗 | 鏡桜   | 十両1  | 千代大龍 | 7勝8敗    |        |
|        | 6勝9敗  | 輝     | 十両2  | 旭日松   | 5勝10敗   |        |
|        | 12勝3敗 | 富士東 | 十両3  | 玉飛鳥   | 6勝9敗    |        |
|        | 8勝7敗  | 青狼   | 十両4  | 若の里   | 6勝9敗    |        |
|        | 6勝9敗  | 大道   | 十両5  | 朝赤龍   | 8勝7敗    |        |
|        | 7勝8敗  | 大栄翔 | 十両6  | 貴ノ岩   | 11勝4敗   |        |
|        | 8勝7敗  | 英乃海 | 十両7  | 千代皇   | 5勝10敗   |        |
|        | 10勝5敗 | 天鎧鵬 | 十両8  | 北磻磨   | 7勝8敗    |        |
|        | 7勝8敗  | 阿武咲 | 十両9  | 翔天狼   | 8勝7敗    |        |
|        | 5勝10敗 | 舛ノ山 | 十両10 | 里山     | 11勝4敗   |        |
|        | 6勝9敗  | 土佐豊 | 十両11 | 双大竜   | 4勝7敗4休 |        |
| 新十両 | 7勝8敗  | 阿炎   | 十両12 | 天風     | 10勝5敗   | 新十両 |
| 再十両 | 4勝11敗 | 琴恵光 | 十両13 | 明瀬山   | 8勝7敗    |        |
| 新十両 | 9勝6敗  | 石浦   | 十両14 | 希善龍   | 6勝9敗    | 再十両 |

※ 赤文字は優勝力士の成績。

## 優勝争い
中日以降、全勝の横綱・白鵬を1敗の関脇・照ノ富士が追う展開となったが、照ノ富士は11日目に平幕の魁聖に不覚を取り2敗に後退。13日目の直接対決で白鵬を寄り切り、先々場所から続く白鵬の連勝記録を36でストップさせるも、それ以外の取りこぼしのなかった白鵬に及ばず、白鵬が34回目の優勝を飾り、大鵬以来史上2人目となる「2度目の6連覇」を成し遂げた。

## トピック
三賞は千秋楽まで優勝争いに絡んで13勝を挙げ、白鵬に勝利した照ノ富士が殊勲賞と敢闘賞をダブル受賞した。技能賞は該当者がいなかった。千代鳳も千秋楽勝てばの条件付きで敢闘賞受賞が決まっていたものの、千代鳳は敗れて敢闘賞受賞を逃した。
この場所は前場所に引き続き15日間満員御礼になった。大阪場所が15日間満員御礼になるのは2001年3月場所以来で、2場所以上連続で満員御礼になるのは1997年3月場所以来18年ぶりだった。
横綱鶴竜は初日から横綱昇進後初めての休場となった。初日は逸ノ城戦が組まれていたため不戦敗となったが、横綱が初日に不戦敗となるのは1954年5月場所の吉葉山以来、61年ぶりのことだった。
14日目の照ノ富士と逸ノ城の一番は水入りとなったが、この2人は1月場所の取組でも水入りになっており、同じ顔合わせで2場所連続で水入りになった事例は日本相撲協会に記録の残る1980年以降では初めてのことだった。